# 戈林卡
49°59′40″N 25°45′26″E / 49.99444°N 25.75722°E
戈林卡（烏克蘭語：Горинка），是烏克蘭的村落，位於該國西部捷爾諾波爾州，由克列梅涅茨區負責管轄，處於庫什林附近的戈里尼卡河畔，始建於1445年，面積47.1平方公里，2001年人口1,420。